# خوان سانشيز
خوان سانشيز (بالإسبانية: Juan Carlos Sánchez Martínez)‏ (27 يوليو 1987 كالفيا إسبانيا - ) هو لاعب كرة قدم إسباني يلعب كحارس مرمى.

## روابط خارجية
- خوان سانشيز على موقع الاتحاد الأوربي (الإنجليزية)
- خوان سانشيز على موقع قاعدة بيانات كرة القدم.إي يو (الإنجليزية)
- خوان سانشيز على موقع Soccerbase.com (لاعب) (الإنجليزية)
- خوان سانشيز على موقع Soccerway.com (الإنجليزية)
- خوان سانشيز على موقع AS.com (الإسبانية)